# توکای خاکستری
توکا خاکستری (نام علمی: Geokichla cinerea)، که همچنین به عنوان توکای زمینی خاکستری شناخته می‌شود، گونه ای از پرندگان خانواده توکایان و بومی فیلیپین در لوزون و میندورو است. زیستگاه طبیعی آن جنگلهای جلگه‌ای نمناک گرمسیری یا جنگل‌های کوهستانی نمناک گرمسیری است. از دست دادن زیستگاه و تجارت غیرقانونی حیات وحش آن را تهدید می‌کند.